# Hans Homberger
Hans Ernst Homberger (ur. 31 października 1908 w Szafuzie, zm. 26 stycznia 1986 tamże) – szwajcarski wioślarz, dwukrotny medalista olimpijski.
Wystartował na igrzyskach olimpijskich w Berlinie w 1936 roku, gdzie zdobył dwa medale. Najpierw Szwajcarzy w składzie: Hermann Betschart, Hans Homberger, Alex Homberger (młodszy brat), Karl Schmid i Rolf Spring (sternik) zdobyli srebrny medal w czwórkach ze sternikiem. W wyścigu finałowym o 8,1 sekundy przegrali z reprezentantami III Rzeszy, a o 9 sekund wyprzedzili Francuzów. Następnie razem z Hermannem Betschartem, Alexem Hombergerem i Karlem Schmidem zajęli trzecie miejsce w czwórkach bez sternika. W finale uplasowali się 8,8 sekundy za osadą III Rzeszy i 4,1 sekundy za osadą Wielkiej Brytanii. Na tej samej imprezie wystartował również w ósemkach, gdzie w wyścigu finałowym Szwajcaria zajęła ostatnie, szóste miejsce.
Ponadto wywalczył dwa medale na mistrzostwach Europy w Berlinie (1935): złoto w czwórce bez sternika i srebro w ósemce.
W latach 50' został dyrektorem szwajcarskiego przedsiębiorstwa produkującego zegarki - International Watch Company. Dyrektorem IWC był także jego ojciec, Ernst Homberger.
Wioślarzem i olimpijczykiem był również drugi z jego braci, Rudolf.